# Schubrugmiervogel
De schubrugmiervogel (Willisornis poecilinotus) is een zangvogel uit de familie Thamnophilidae (miervogels).

## Verspreiding en leefgebied
Deze soort komt voor in het Amazonegebied en telt vijf ondersoorten:
- W. p. poecilinotus: zuidelijk Venezuela, de Guyana's en noordoostelijk Brazilië.
- W. p. duidae: oostelijk Colombia, zuidelijk Venezuela en noordwestelijk Brazilië.
- W. p. lepidonota: zuidoostelijk Colombia, oostelijk Ecuador en noordoostelijk Peru.
- W. p. griseiventris: zuidoostelijk Peru, noordelijk Bolivia en amazonisch zuidwestelijk Brazilië.
- W. p. gutturalis: noordoostelijk Peru en amazonisch westelijk Brazilië.

## Status
De grootte van de populatie is niet gekwantificeerd maar de soort wordt omschreven als vrij algemeen. Op de Rode lijst van de IUCN heeft deze soort de status niet bedreigd.